# ヘルドルフ
ヘルドルフ（独： Herdorf）は、ドイツ連邦共和国南西部のラインラント＝プファルツ州アルテンキルヒェン郡に存在する市。ヘラー川沿い、ジーゲンの南西約12kmに位置する。